# Кео (Эстония)
Ке́о (эст. Keo) — деревня в волости Рапла уезда Рапламаа, Эстония.
До административной реформы местных самоуправлений Эстонии 2017 года входила в состав волости Райккюла.

## География и описание
Расположена в 52 км к югу от Таллина и в 12 км к югу от уездного центра — города Рапла. Высота над уровнем моря — 58 метров.
Официальный язык — эстонский. Почтовый индекс — 78404.

## Население
По данным переписи населения 2011 года, в деревне проживали 67 человек, 63 из них (94,0 %) — эстонцы.
По данным переписи населения 2021 года, число жителей деревни составило 57 человек, из них 55 (96,5 %) — эстонцы.
Численность населения деревни Кео по данным переписей населения:
| Год  | 1959 | 1970 | 1979 | 1989 | 2000 | 2011 | 2021 |
| ---- | ---- | ---- | ---- | ---- | ---- | ---- | ---- |
| Чел. | 60   | ↘ 55 | ↗ 75 | ↘ 64 | ↘ 52 | ↗ 67 | ↘ 57 |

## История
Впервые упоминается в Датской поземельной книге 1241 года (Kipunkælæ). В 1490 году упоминается как Kewenkol, в 1725 году — Keoküll.
В 1977 году, в период кампании по укрупнению деревень, с Кео была объединена расположенная южнее т. н. «банная» деревня Кадака (эст. Kadaka) и деревня Кынну (эст. Kõnnu, в 1540 году упоминается как Künde).

## Известные уроженцы
В деревне Кео родился художник и педагог по искусству Йоханнес Выэрахансу (1900—1980).